# Bythoceratina monoceros
Bythoceratina monoceros är en kräftdjursart som beskrevs av Bold 1988. Bythoceratina monoceros ingår i släktet Bythoceratina och familjen Bythocytheridae. Inga underarter finns listade.